# Tricyphona (Tricyphona) hannai hannai
Tricyphona (Tricyphona) hannai hannai is een ondersoort van de tweevleugelige Tricyphona (Tricyphona) hannai uit de familie Pediciidae. De ondersoort komt voor in het Nearctisch gebied.